# Gyulafehérvári román nagygyűlés

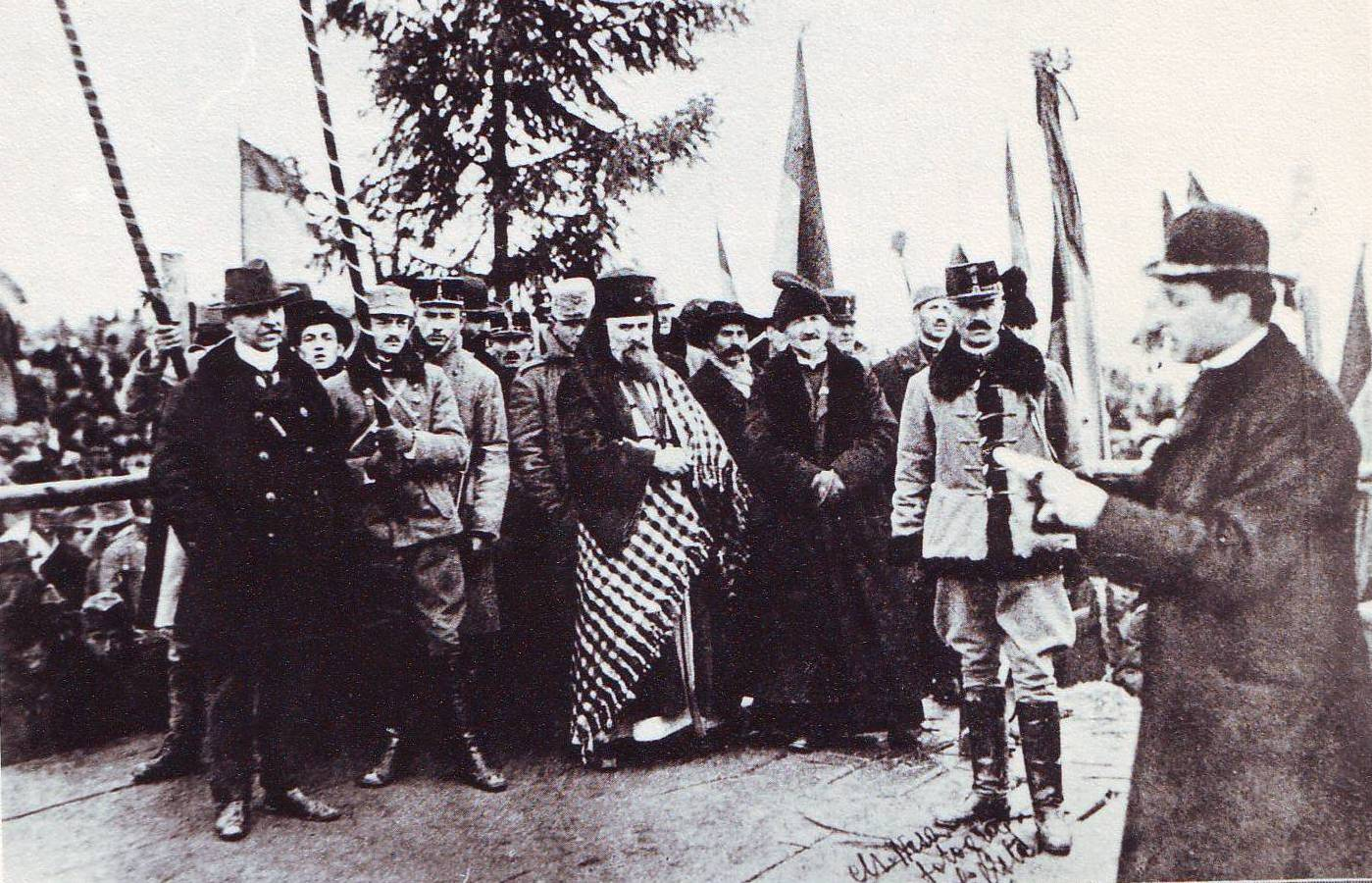
Iuliu Hossu a határozat felolvasása közben

A gyulafehérvári román nagygyűlést (románul: Marea Adunare Națională de la Alba Iulia) 1918. december 1-jén tartották meg; ezen összesen 1228 küldött vett részt, és szavazta meg a gyulafehérvári határozatot, amely Erdély és az akkori Román Királyság egyesülését mondta ki.

## Előzményei
Miután a magyarországi nemzetiségeknek nem sikerült a kollektív jogok kivívása, az 1910-es évekre a szeparatizmus és az anyaországukkal való egyesülés felé fordultak. Az Osztrák–Magyar Monarchia I. világháborús katonai veresége és az ennek nyomán kitörő forradalmak zűrzavara alkalmat teremtett az elszakadásra. 
1918. november 9-én a Román Nemzeti Tanács memorandumot küldött Budapestre, amelyben felszólították a magyar kormányt Kelet-Magyarország (a történelmi Erdély, Torontál, Temes, Krassó-Szörény, Arad, Bihar, Szilágy, Szatmár, Máramaros vármegyék területe) átadására. A magyar kormány november 10-én tárgyalt a kérdésről, és úgy döntöttek, hogy egyrészt Jászi Oszkár vezetésével tárgyalásokat kezdenek a román féllel a helyzet rendezésére, másrészt Szabó Zoltán kolozsvári hadseregösszevonással gyakoroljon nyomást rájuk. Jászi elképzelései szerint Erdély helyzetét svájci típusú kantonális konföderáció megteremtésével kellett volna rendezni; ezt Apáthy István kormánybiztos és Bethlen István is támogatta.
A november 13–14-én Aradon tartott tárgyalások nem hoztak eredményt. Iuliu Maniu már a tárgyalások közben memorandumot küldött Párizsba, amelyben engedélyt kért a román hadsereg előrenyomulására a Maroson át. November 15-én a Román Nemzeti Tanács egy nemzetgyűlés összehívása mellett döntött; november 20-án kihirdették, hogy a nagygyűlést Gyulafehérváron tartják meg. Ugyan Balázsfalva és Nagyszeben is szóba jött, a román vezetők úgy vélték, hogy az ott zajlott történelmi események miatt Gyulafehérváron, a „román nép történelmi várában” kell megrendezni a gyűlést. November 24-én a helyi tanácsokat felszólították, hogy mondják ki a feltétel nélküli csatlakozást a Román Királysághoz még a gyűlés előtt.

## Lebonyolítása
A MÁV a magyar kormány utasítására ingyenesen különvonatokat indított a küldöttek részére. Mivel 1918. december 1. vasárnap volt, ezért reggel 7 órától a katolikus és az ortodox templomban istentisztelettel kezdődött az esemény. Maga a gyűlés a vármezőn zajlott le, ahol felolvasták a határozatot, amelyet a küldöttek egyhangú lelkesedéssel fogadtak.
A nemzetgyűlésről Samoilă Mârza által készített fényképeket használta fel később a román küldöttség a Párizs környéki béketárgyalásokon az egyesülés támogatottságának bizonyítására.

## Később
1918. december 8-án a Károlyi-kormány Apáthy Istvánt, a kolozsvári egyetem tanárát bízta meg a kelet-magyarországi főkormánybiztossággal.
Az 1918. november 13-án elfogadott belgrádi egyezmény szerint a Maros folyó képezett demarkációs vonalat az antant seregei és az őszirózsás forradalomban létrejött első magyar köztársaság között. A román hadsereg azonban Louis Franchet d’Espèrey francia tábornok engedélyével 1918. december 15-én megindult a Szatmárnémeti–Arad-vonal felé. A magyar kormány nem fejtett ki ellenállást. 
December 22-én a Magyar Nemzeti Tanács Kolozsvárott – mintegy tiltakozásképpen – egy ellengyűlést tartott.
December 24-én a románok megszállták Kolozsvárt.
1919. január 8-án az erdélyi szászok is küldöttgyűlést tartottak Medgyesen. A medgyesi gyűlés – a megszálló román hadsereg jelenlétében – egy kiáltványban elfogadta Erdély egyesülését az akkori Romániával. A kiáltvány a szászok jogait biztosító garanciának a gyulafehérvári határozatot tekintette.
Végül az I. világháborúban győztes antant államai a trianoni békeszerződésben a gyulafehérvári nyilatkozat által követelt területeknél kevesebbet juttattak Romániának.

## Fordítás
Ez a szócikk részben vagy egészben  a   Marea Adunare Națională de la Alba Iulia című román Wikipédia-szócikk ezen változatának fordításán alapul.  Az eredeti cikk szerkesztőit annak laptörténete sorolja fel. Ez a jelzés csupán a megfogalmazás eredetét és a szerzői jogokat jelzi, nem szolgál a cikkben szereplő információk forrásmegjelöléseként.